# Miguel Culme-Seymour, 4.º Baronete
Miguel Culme-Seymour, 4.º Baronete KCB, MVO (em inglês: Michael Culme-Seymour; 29 de agosto de 1867 - 2 de abril de 1925) foi um oficial da Marinha Real. Membro de uma importante dinastia naval, ele serviu durante a Primeira Guerra Mundial, comandando um navio na Batalha da Jutlândia em 1916. Ele recebeu vários prêmios e condecorações e serviu como comandante-chefe da Frota do Mediterrâneo durante o período entre guerras e como Segundo Lorde do Mar. Ele herdou o título de baronete com o falecimento de seu pai, mas morreu pouco depois com o posto de vice-almirante.

## Carreira naval
Culme-Seymour nasceu em 29 de agosto de 1867, filho mais velho do capitão Miguel Culme-Seymour e Mary Georgiana Watson. Ele seguiu seu pai embarcando em uma carreira naval e foi promovido ao posto de tenente em 23 de agosto de 1889. Ele foi nomeado comandante do destróier HMS Coquette em 31 de agosto de 1900.
Com a eclosão da Primeira Guerra Mundial, ele tinha ascendido ao posto de capitão e comandava o encouraçado HMS Centurion como parte do 2º Esquadrão de Batalha da Grande Frota, e lutou na Batalha da Jutlândia em 1916. Ele foi mencionado em Despachos por seus esforços e foi promovido a patente de bandeira no fim daquele ano, tornando-se contra-almirante.